# Idioma nutca
El idioma nutca o nutka (autoglotónimo nuučaan̓uɫ) es una lengua wakash en el Noroeste del Pacífico de América del Norte, en la costa occidental de la Isla de Vancouver, desde Barkley Sound hasta Quatsino Sound en Columbia Británica por los pueblos nutcas.
Es la primera lengua indígena del Pacífico Noroeste de la que se tienen registros escritos que la describen. Los primeros europeos en tener contacto con los nutcas fueron exploradores españoles, quienes fundaron el Territorio de Nutca, administrado por Nueva España. Posteriormente, en los años 1780s, George Vancouver, Quadra y otros exploradores ingleses y comerciantes visitaron el estrecho de Nutca y otras comunidades nutcas, haciendo informes de sus viajes. De 1803 a 1805, John R. Jewitt, un herrero inglés, fue mantenido cautivo por el jefe nutca Macuina en el estrecho de Nutca. Se esforzó por aprender el idioma y, en 1815, publicó un memorial con un glosario breve de palabras en el idioma.

## Nombre
El origen del nombre nuučaan̓uɫ (nuu-chah-nulth), significando "a lo largo del exterior [de la isla de Vancouver]", data de los años 1970s, cuando varios grupos de los hablantes de esta lengua se unieron para reemplazar el término nutca (que significa "alrededor", y que fue utilizado erróneamente para nombrar a la isla, la cual en realidad se llamaba Yuquot). Antes de conocerse como "nutca", era llamado tahkaht; palabra que utilizaron también para referirse a su pueblo (la raíz aht significa "pueblo").

## Sonidos

### Consonantes
Las 35 consonantes de la lengua nutca:
|             |             | Bilabial | Alveolar | Alveolar | Palatal | Velar    | Velar  | Uvular | Uvular | Faríngeo | Glotal |
| Central     | Lateral     | Bilabial | Sencillo | Labial   | Palatal | Sencillo | Labial |        |        | Faríngeo | Glotal |
| ----------- | ----------- | -------- | -------- | -------- | ------- | -------- | ------ | ------ | ------ | -------- | ------ |
| Nasal       | Sencillo    | m        | n        |          |         |          |        |        |        |          |        |
| Nasal       | Glotalizado | ˀm       | ˀn       |          |         |          |        |        |        |          |        |
| Oclusivo    | Sencillo    | p        | t        |          |         | k        | kʷ     | q      | qʷ     |          | ʔ      |
| Oclusivo    | Eyectivo    | pʼ       | tʼ       |          |         | kʼ       | kʷʼ    |        |        |          |        |
| Africado    | Sencillo    |          | t͡s       | t͡ɬ       | t͡ʃ      |          |        |        |        |          |        |
| Africado    | Eyectivo    |          | t͡sʼ      | t͡ɬʼ      | t͡ʃʼ     |          |        |        |        |          |        |
| Fricativo   | Fricativo   |          | s        | ɬ        | ʃ       | x        | xʷ     | χ      | χʷ     | ħ        | h      |
| Aproximante | Sencillo    |          |          |          | j       |          | w      |        |        | ʕ3       |        |
| Aproximante | Glotalizado |          |          |          | ˀj      |          | ˀw     |        |        |          |        |

Las consonantes faríngeas se crearon en base a fusiones de sonidos uvulares; //ħ// deriva de una fusión de //χ// y //χʷ// (que actualmente son poco comunes), mientras que //ʕ// deriva de una fusión de //qʼ// y //qʷʼ// (actualmente inexistentes en el idioma).

Vocales de la lengua nutca. Carlson, Esling & Fraser (2001)

En lengua nutca las vocales están influidas por consonantes circundantes con las consonantes "posteriores" seguras que condicionan alófonos vocálicos más bajos y posteriores.
|         | Anterior | Anterior | Central | Central | Posterior | Posterior |
| Largo   | Corto    | Largo    | Corto   | Largo   | Corto     |           |
| ------- | -------- | -------- | ------- | ------- | --------- | --------- |
| Cerrado | iː       | i        |         |         | uː        | u         |
| Medio   | (ɛː)     |          |         | (ə)     | (ɔː)      |           |
| Abierto |          |          | aː      | a       |           |           |

En general, las vocales cortas son las que se encuentran posteriores a consonantes no glotalizadas y las vocales largas son pesadas. En secuencias donde no hay sílabas tónicas, la primera sílaba es la acentuada.
El idioma tiene también vocales cortas con largas fonemáticas. Tradicionalmente, una tercera clase de vocales, conocidas como "vocales de longitud variable", son reconocidas. Estas son vocales que duran mucho tiempo encontrándose dentro de las primeras dos sílabas de una palabra.

## Influencia
La lengua nutca contribuyó en una gran parte al vocabulario de la lengua chinuk. Se cree que el comercio entre los pueblos nutcas y los pueblos chinukuanos acabó desencadenando la formación de una jerga en forma de lengua franca en la región. Las palabras nutcas del chinukuano incluyen hiyu (muchos), del nutca "diez"; siah (lejanos), del nutca "cielo".
Un diccionario de la lengua, con 7500 entradas, se creó después de 15 años de investigación. El trabajo está basado en la recopilación de palabras estudiadas por el lingüista Edward Sapir. El diccionario, aun así, sigue siendo controversial, ya que hay un número de nutcas que cuestionan al autor de no haber recopilado correctamente las palabras.

## Dialectos
El nutca tiene 12 variantes diferentes:
- Ahousaht  [ʕaːħuːsʔatħ]
- Ehattesaht  [ʔiːħatisʔatħ]
- Hesquiat  [ħiʃkʷiːʔatħ]
- Kyuquot  [qaːjʼuːkʼatħ]
- Mowachaht  [muwat͡ʃʼatħ]
- Nuchatlaht  [nut͡ʃaːɬʔatħ]
- Ohiaht  [huːʔiːʔatħ]
- Clayoquot/Tlaoquiaht  [taʔuːkʷiʔatħ]
- Toquaht  [tʼukʼʷaːʔatħ]
- Tseshaht  [t͡ʃʼiʃaːʔatħ]
- Uchuklesaht  [ħuːt͡ʃuqtisʔatħ]
- Ucluelet  [juːɬuʔiɬʔatħ]

## Vocabulario
- Nuu-Chah-Nulth - "Todo a lo largo de las montañas y mar." Nuu-chah-nulth Era anteriormente sabido tan "Nootka" por colonial settlers (pero  prefieren no para apellidarse que, bastante Nuu-chah-nulth qué mejor explica cómo cada Primera Nación está conectada a la tierra y el mar). Algunos de los nombres que siguen (Ditidaht, Makah) no es separar del Nuu-chah-nulth organización política, aun así; todos son enḥ (personas). El plazo nuučaanułenḥ[5] es también utilizado, significando "personas todo a lo largo de las montañas y el mar."
- Ahousaht - Personas de unas Personas de bahía/abiertas con sus espaldas a las montañas y tierras
- Ucluelet - Personas con un sitio de aterrizaje seguro para canoas.
- Ehattesaht - Personas de una tribu con muchos clanes
- Checkleset – Personas del sitio donde  obtienes fuerza
- Hesquiaht - Personas quiénes desgarran con sus dientes
- Kyuquot - Personas diferentes
- Mowachaht - Personas del ciervo
- Muchalaht – Personas quiénes se mantienen a base del Muchalee río
- Nuchatlaht - Personas de una bahía anidada
- Huu-ay-aht - Personas quién recuperó
- Tseshaht - Personas de una isla que reeks de restos de ballena
- Tla-o-qui-aht - Personas de un sitio diferente
- Toquaht - Personas de un paso estrecho
- Uchucklesaht - Personas del puerto de interior
- Ditidaht - Personas del bosque
- Hupacasaht - Las personas que viven por encima del agua
- Quidiishdaht (Makah) - Las personas que se mantienen a base del punto
- Makah - Las personas generosas con alimentarios

## Topónimos en nutca
Nuuchahnulth Tuvo un nombre para cada sitio dentro de su territorio tradicional. Estos son justo unos cuantos todavía utilizados a este día:
- hisaawista (esowista) – Capturado por clubbing las personas quién vivió allí a muerte, Esowista Península y Esowista Núm. de Reserva india 3.
- Yuquot (Amistoso Cove) – Donde consiguen los vientos del norte, Yuquot
- nootk-sitl (Nootka) – Ir alrededor.
- maaqtusiis – Un sitio a través de la isla, Marktosis
- kakawis – Fronted Por un rock que parece un contenedor.
- kitsuksis – Registro a través de boca de riachuelo
- opitsaht – Isla que las tierras de luna encima, Opitsaht
- pacheena – Foamy.
- tsu-ma-uss (somass) – Lavando, Somass Río
- tsahaheh – Para remontar.
- hitac`u (itatsoo) – Ucluelet Reserva.
- t'iipis – Polly' Punto.
- Tsaxana – Un sitio cierra al río.
- Cheewat – Estirando marea.[6]

## El nutca y la tecnología
Una aplicación para iOS de nutka ehattesaht fue lanzada en enero de 2012. Un diccionario en línea, un phrasebook y portal de aprendizaje de la lengua también se hicieron disponibles para todo el mundo.